# 瀧澤克成
瀧澤 克成(たきざわ かつなり、1983年9月28日-) は、日本のギター講師・ギタリスト・シンガーソングライター。音楽教室「AfTeR BEat Music School」アコースティック/エレキギター科元講師。タキザワギタードットコム代表。

## 人物
- 本名・滝沢 克成（読み同じ）。
- 身長173cm、体重63kg-69kg。
- トレードマークは帽子と左耳の大きなピアス。
- ギターのほかベース、ドラム、ピアノなど多数の楽器を演奏する。
- 自身でセミナーを開くほどの料理好きで、現在は手放しているが大型バイク（大型二輪免許所持）やダーツ、スノーボードなど多数の趣味を持つ。
- 好きなミュージシャンは、トミー・エマニュエル、ペッテリ・サリオラ、上原ひろみ、槇原敬之など。
- 同じくYouTubeチャンネルが存在するドラム講師の池脇嘉一、ベース講師の久保淳と「ステレオキッチン」というバンドを組んでいる。瀧澤のパートはボーカル・ギター。2017年に解散。
- 2016年より、歌手の石河美穂と共にユニット「ウタイスト」として活動開始。瀧澤のパートはギター・コーラス。
- 2017年12月「AfTeR BEat Music School」退職。2018年3月より自分の店を持ちレッスンやカフェの営業をしている。

## 略歴
中学校1年生で「ギター部」を見学した際ギターに興味を持つが、吹奏楽部に入部。しかしサボりすぎて3,4ヶ月程でクビになる。その後、お年玉でエレキギターを購入。中学校3年生のときにDTMを覚え、高校1年生でギター同好会(後の軽音楽部)に入りドラムを担当、楽典を読破し音楽理論を習得。高校2年生でクラシックギターを勉強し、高校卒業後は家庭の事情で進学せずフリーターになる。以後バイトをしながらバンド活動に精を出す。その後中学時代から知り合いだった現アフタービート楽器店店主から、楽器店を立ち上げる際に併設する音楽教室の講師を打診されギター科講師になる。開校当初は生徒も少なく、バイトをしながらの苦労時代を過ごす。その後生徒が増えYoutube上でのレッスン動画や、Twitterなどの媒体を利用するなどの効果もあり、音楽のみで生計を立てることに成功。近年ではソロライブやセミナー、教則本の執筆、企業商品のプロモーションなど多方面で活動している。

## 主な出来事
1983年
- 9月、神奈川県横浜市磯子区にて誕生。

1999年
- 高校入学。ギター同好会に入部しドラムを担当。

2003年
- AfTeR BEat Music Schoolギター科講師に就任。

2009年
- 1月、YouTubeで「afterbeatguitar」チャンネル開設。
- 12月、まぐまぐにて「初心者のためのギター講座 1日10分、1ヶ月で脱初心者を目指そう！」メルマガ発行。

2011年
- 5月、メイツ出版より「エレキギター上達のポイント50」を出版。印税契約はしていない。

2012年
- 8月、第1回「タキザワギター検定」開催。
- 9月、アメーバブログにてブログを始める。

2013年
- 4月、第2回「タキザワギター検定」開催。
- 8月、「たきざわせんせいこっちきて」という夏休み企画、通称「巡業」として福島県、千葉県、東京都、愛知県、大阪府を回り、セミナー・レッスン・交流会の様なオフ会を開催する。以後、定期的に巡業は行われる様になる。
- 9月、ステレオキッチン結成。仮名は「やきとりお」。

2014年
- 1月、Panasonic(パナソニック)「ビエラ」のプロモーションに参加。
- 7月、「タキザワギター検定THE FINAL」開催。株式会社オールアクセスより協賛をもらい、賞品としてギターアンプ+キャビネットのセットが参加者にプレゼントとなるイベントなどを実施。
- 8月、「夏巡業」として宇都宮、柏、新宿、名古屋、大阪、京都を回る。
- 10月、velvetroomstudio(ベルベットルームスタジオ)にて「トークショー」開催。

2015年
- 2月、アメブロを終了。以降HP「takijawa.jp」にてブログ継続。
- 3月、音楽活動を本格的に開始。「月夜のこころ」にて初のソロワンマンライブ「たきじゃわの夜 Vol.1」開催。
- 8月、「夏巡業」として仙台、宇都宮、柏、新宿、札幌を回る。
- 8月、「杜のホールはしもと」にて2度目のソロワンマンライブ「たきじゃわの夜Vol.2」開催。200人の動員記録をする。
- 8月、ソロアルバムCD「2015」発表。
- 12月、「冬巡業」として、神戸、高松、広島、福岡、沖縄、神奈川を回る。
- 12月、「月夜のこころ」にてソロワンマンライブ「たきじゃわの夜Vol.3」開催。
- 12月、西東社より「誰でも弾ける! アコースティックギター」出版。

2016年
- 3月、YouTubeチャンネルの登録者数が10万人を越え、「銀の再生ボタン」という記念品を貰う。
- 5月、「春巡業」として、静岡、愛知、大阪、兵庫を回る。
- 5月、「月夜のこころ」にて「たきじゃわの夜 Vol.4」開催。
- 9月、ウタイスト結成、「月夜のこころ」にて「ウタイストランチライブ」というウタイストの初ライブを行い、これ以降音楽活動はソロでは無く、ウタイストがメインとなる。
- 10月、ウタイストのCDアルバム「The Songs, We Love For You」を発表。「ウタイストレコ発巡業」として、柏、新宿、名古屋、大阪、広島、福岡を回る。
- 11月、「八王子パパビート」で「ウタイストワンマンライブ」開催。
- 12月、「月夜のこころ」にて「ウタイストランチライブVol.2」開催。

2017年
- 5月、ウタイストオリジナルシングル「White」を発表。「ウタイストレコ発春巡業」として仙台、宇都宮、新宿、名古屋、大阪、神戸を回り、「HKラウンジ」にて春巡業ファイナル
- 7月、ステレオキッチン初アルバム「Welcome to my kitchen」を発表。ステレオキッチンレコ発+解散ライブを八王子パパビートにて2DAYSで開催。
- 10月、ウタイストオリジナルシングル「Red」を発表。「ウタイストレコ発秋巡業」として郡山、川越、札幌を回る。
- 10月、千葉県千葉市さや堂ホールにて南澤大介氏と「ツーマンワンコインコンサート」に出演。
- 12月、AfTeR BEat Music Schoolを退職。

## 主な使用ギター
アコースティックギター
- Martin(マーチン)OOO C-1（愛称マチ子）
- Headway(ヘッドウェイ) HEC-55R NA（愛称えい子）
- TAKAMINE(タカミネ) TS-600
- ミニギター Morris(モーリス) LA-22 NAT

エレキギター
- Bill Lawrence(ビル・ローレンス) BL-1（愛称ビル子）
- Vanzandt(ヴァンザント) STV-R2
- Fender(フェンダー) American Vintage'62 1996~1997年製
- Greco(グレコ) EG600
- YAMAHA(ヤマハ) SA-90
- TOKAI(トーカイ) ES-185

クラシックギター
- ナカデ 機種名不明。
- フラメンコギター Aria(アリア) AC-70F

ベース
- ジャズベースタイプ Bill Lawrence(ビル・ローレンス) 機種名不明
- KIKUTANI(キクタニ) SX MUSICMAN SingRay Type